# Volkskracht
Volkskracht (Georgisch: ხალხის ძალა, Chalchis Dzala) is een uiterst-rechtse, antiwesterse en nationaal-conservatieve politieke partij in Georgië. Ze werd in 2022 opgericht als afsplitsing van de regerende Georgische Droom en was initiatiefnemer van verschillende controversiële wetsvoorstellen die aangenomen werden.
De partij nam na de verkiezingen van 2024 de rol van pseudo-oppositie aan. Micheil Kavelasjvili, een van de mede-oprichters van de partij, werd in december 2024 president van Georgië op voorspraak van Georgische Droom.

## Geschiedenis

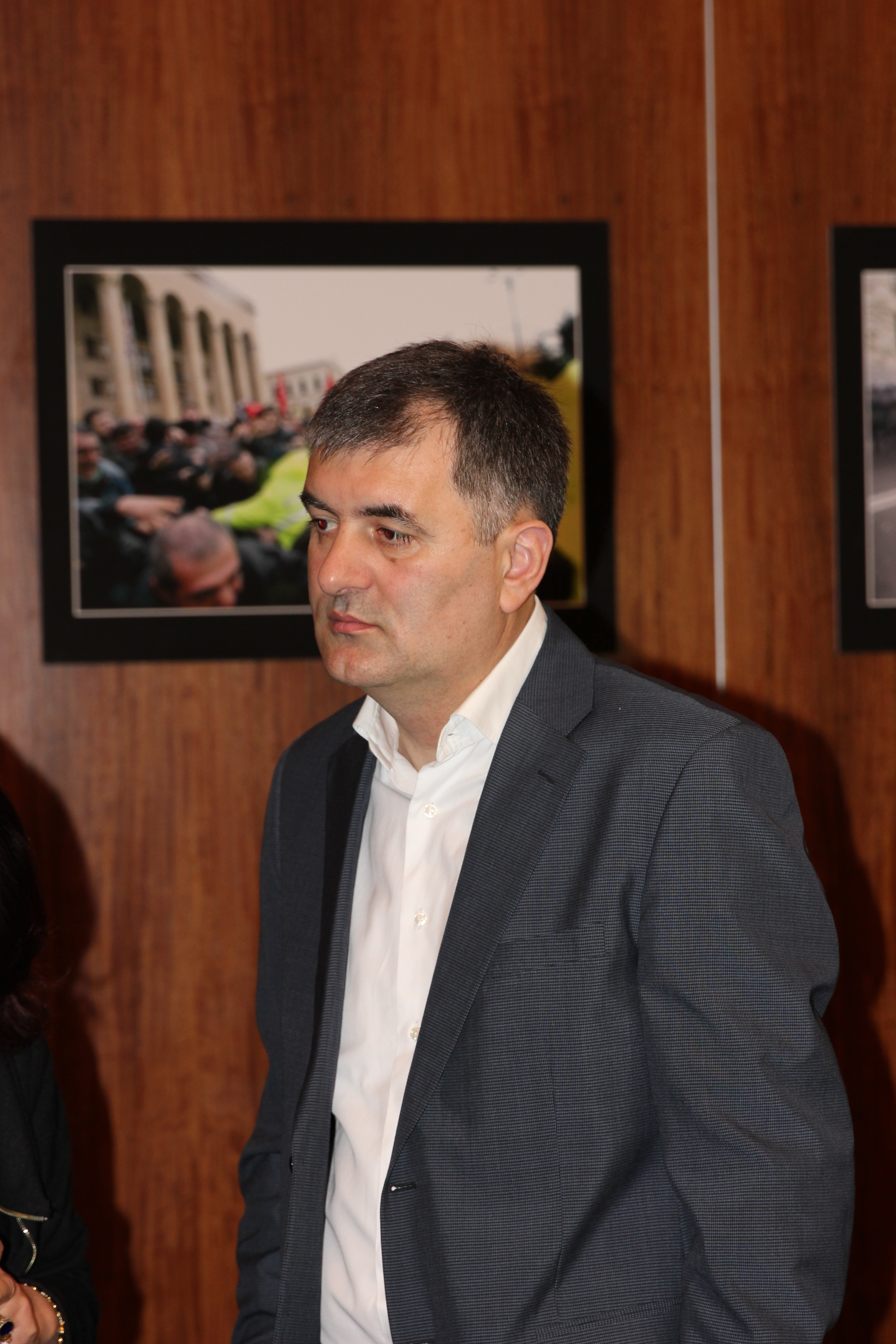
Partijleider Sozar Soebari. Hier in 2014 als minister voor Binnenlandse Ontheemden.

Na het begin van de Russische invasie van Oekraïne in 2022 stelde de regerende Georgische Droom zich afwijzend op tegenover het instellen van maatregelen tegen Rusland, zoals sancties. In de voorafgaande jaren zocht Georgische Droom al regelmatig de confrontatie op met de Europese Unie en de Verenigde Staten, die het beschuldigde van inmenging in binnenlandse aangelegenheden. Georgische Droom ontwikkelde in 2022 het narratief dat het Westen via de grootste oppositiepartij Verenigde Nationale Beweging, Georgië in een oorlog wilde slepen als "tweede front tegen Rusland".
Op 29 juni 2022, enkele dagen nadat de EU het kandidaat-lidmaatschap voor Georgië voorlopig had afgewezen, verlieten parlementsleden Sozar Soebari, Micheil Kavelasjvili en Dimitri Choendadze de Georgische Droom. Ze bleven daarbij de regering en parlementaire meerderheid steunen. Het drietal stelde dat ze de maatschappij vrij en openlijk wilde informeren over "de ontwikkelingen die zich achter de schermen van de Georgische politiek afspelen". Ze claimden dat de Georgische EU-kandidatuur een "muizenval" was voor Georgië om een revolutie te ontketenen. Ook stelden ze dat de EU-kandidatuur ingezet werd als chantage van Georgië met betrekking tot de oorlog in Oekraïne en sancties tegen Rusland.

### Volkskracht
Op 2 augustus 2022 richtte het drietal de beweging "Volkskracht" op en liet de mogelijkheid open deze als partij te registreren. In de daaropvolgende maanden sloten meerdere parlementsleden en gemeenteraadsleden van Georgische Droom zich hierbij aan. In oktober 2022 was de parlementaire groep groot genoeg voor een fractie met bijbehorende rechten. Op 18 maart 2024 werd de beweging met een congres omgevormd in een politieke partij als voorbereiding op deelname aan de parlementsverkiezingen later dat jaar. Leider Sozar Soebari werd gekozen tot voorzitter en de acht andere parlementsleden namen zitting in het bestuur.
Volkskracht verspreidde met regelmaat lange verklaringen, waarin ze zich presenteerde als hoeders van de soevereiniteit van Georgië, vergezeld van antiwesterse retoriek. Ze lanceerde ideologische proefballonnen en wetsvoorstellen, die door Georgische Droom overgenomen werden. Dit versterkte vermoedens dat Volkskracht bewust als satellietpartij van de regeringspartij was opgericht om radicaler beleid te bevorderen en om electoraat te werven onder antiwesterse groeperingen in de Georgische samenleving.
Een terugkerend thema was de beschuldiging dat de gevangen voormalige president Micheil Saakasjvili de oorlog in 2008 was gestart. De partij hield hem verantwoordelijk voor het verlies van territorium en zei dat het hoofdzaak was om over te gaan tot vervolging van de Verenigde Nationale Beweging, die de regering van 2003 tot 2012 vormde. Niet lang daarna maakte Georgische Droom dit tot een van haar centrale verkiezingsbeloften. Vervolgens werd in februari 2025 een parlementscommissie opgericht met als doel dit te bewerkstelligen.

### Verkiezingen 2024 en pseudo-oppositie

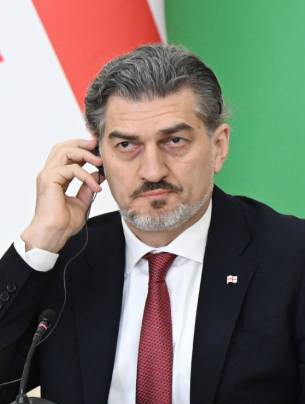
Mede-oprichter Micheil Kavelasjvili werd in december 2024 tot president benoemd, na voordracht van Bidzina Ivanisjvili namens Georgische Droom.

Voor de verkiezingen van 2024 deed Volkskracht mee op de kieslijst van Georgische Droom in plaats van zelfstandig mee te doen. Alle negen parlementsleden van de partij stonden op een verkiesbare plek en kwamen terug in het parlement. Een maand na de verkiezingen werd mede-oprichter Micheil Kavelasjvili door Bidzina Ivanisjvili, oprichter en financier van Georgische Droom, voorgedragen als kandidaat in de besloten presidentsverkiezing. Hij werd unaniem gekozen door het door Georgische Droom gecontroleerde kiescollege. Alle verkozen oppositiepartijen boycotten het parlement alsook de presidentsverkiezing uit onvrede over de parlementsverkiezing, die volgens de oppositie vervalst was.
Om de schijn van een meerpartijenparlement op te houden organiseerde Georgische Droom verschillende oppositiefracties uit haar eigen gelederen, oftewel de vorming van "pseudo-oppositie". In december 2024 stapten de parlementsleden van Volkskracht uit de fractie van Georgische Droom en de parlementaire meerderheid om zich te registreren als oppositie. Dit gaf de politici rechten in het parlement namens de parlementaire minderheid (de oppositie), zoals vice-voorzitter van het parlement en commissierollen. In februari volgde nog een dergelijke afsplitsing, de 'Europese Socialisten'.
Deze ontwikkeling paste bij de verkiezingsbelofte van Georgische Droom om het politieke spectrum te zuiveren van de "buitenlands gesponsorde radicale oppositie" en te vervangen met een "gezonde oppositie". Analisten zagen hierin een opmaat naar een geleide democratie naar het voorbeeld van Rusland. De aankondiging van Volkskracht in de zomer van 2025 om via Georgische Droom mee te doen met de gemeenteraadsverkiezingen van oktober dat jaar, bevestigde andermaal de schijnvertoning.

## Wetsvoorstellen
Naast het verspreiden van antiwesterse complottheorieën was de partij initiator en aanjager van verschillende controversiële wetsvoorstellen die indruisten tegen democratische waarden en daardoor in conflict raakten met de EU-kandidatuur van Georgië.

### "Buitenlandse agent"-wet

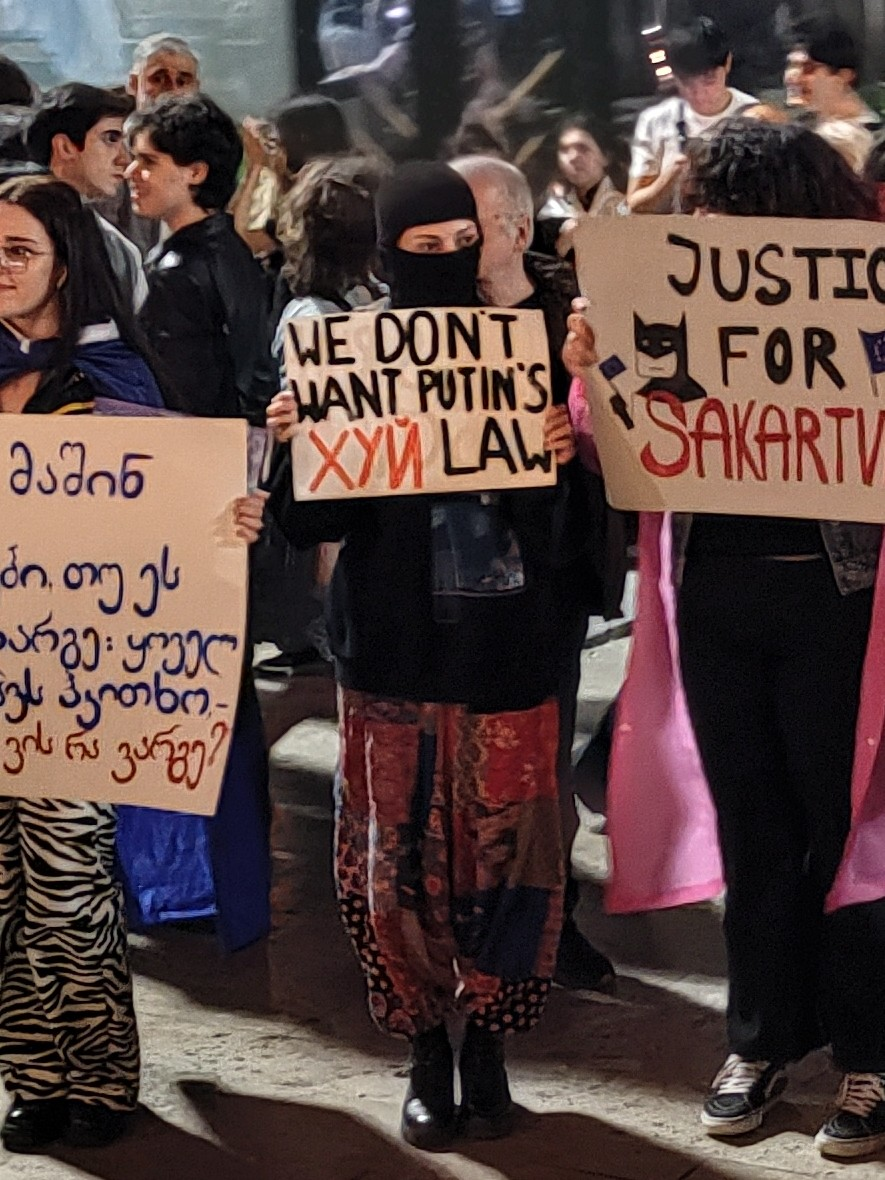
Demonstraties tegen "Poetin's wet".

In december 2022 kondigde de partij de wet "Transparantie van buitenlandse financiering" aan, de zogeheten "buitenlandse agent-wet". Deze wet zou niet-gouvernementele organisaties (NGOs) en onafhankelijke media verplichten hun financieringsbronnen openbaar te maken en zich te registreren als "agenten van buitenlandse invloed", indien zij financiering uit het buitenland ontvangen. De partij stelde in aanloop naar het voorstel dat de buitenlandse financiering van het maatschappelijk middenveld een bedreiging vormt voor de soevereiniteit van Georgië en dat deze organisaties "agenten" van buitenlandse mogendheden zijn.
Daarnaast pretendeerde de partij dat het wetsvoorstel in lijn is met de "beste westerse democratische praktijken" en wees daarbij naar de Amerikaanse 'Foreign Agents Registration Act' (FARA), waar het Georgische voorstel een kopie van zou zijn. Experts en juristen wezen erop dat deze lezing niet klopt en dat het Georgische voorstel Russische wetgeving emuleert, die het maatschappelijk middenveld en onafhankelijke media in Rusland praktisch monddood heeft gemaakt. Het voorstel leidde dan ook tot veel internationale kritiek en maatschappelijke onrust in Georgië en werd vanwege de gelijkenis met Russische wetgeving door criticasters ook wel "Russische wet" of "Poetin's wet" genoemd. De wet werd na hevig protest in maart 2023 haastig teruggetrokken. Een jaar later, nadat Georgië de kandidaatsstatus voor het EU-lidmaatschap had verkregen, werd de wet alsnog ingevoerd. De EU ging daarna over tot het stilleggen van het toetredingstraject voor Georgië.

### Anti-LGBT wetgeving
In de winter van 2024 lanceerde Volkskracht de volgende proefballon, dit maal voor een wet tegen zogenaamde "LHBT-propaganda". De partij bekritiseerde de Verenigde Staten vanwege het promoten van "pseudo-liberale ideeën" via haar Georgische "verlengstukken", de "radicale en pseudo-liberale oppositie en de daarmee verbonden NGO's en media". Ze trok daarbij het strategische partnerschap met de VS in twijfel, dat volgens haar "de waarden van Georgië ondermijnt, constant probeert een revolutie te organiseren en LHBT-propaganda omarmt". Georgische Droom nam het voorstel meteen over van Volkskracht.
Het pakket aan wetgeving onder de noemer "Over de bescherming van gezinswaarden en minderjarigen" werd in september 2024 aangenomen na veel internationale kritiek en binnenlandse protesten. Het pakket raakte 18 wetten en bestond uit veel meer dan alleen maar het aanpakken van LHBT-propaganda. Zo werden allerlei genderidentiteit beperkende maatregelen genomen, werd adoptierecht verboden voor koppels van hetzelfde geslacht, werden transgender-transities verboden en werd het recht ontnomen op een andere genderidentiteit dan het biologisch geboren geslacht.

## Ideologie
Volkskracht wordt doorgaans gekarakteriseerd als een radicaal-rechtse, antiwesterse, nationaal-conservatieve, anti-liberale, en soevereinistische satellietpartij van Georgische Droom. De partij maakt gebruik van populistische en samenzweringsgerichte antiwesterse framing, die mede door haar satellietfunctie twijfel zaait over het eerdere koersvaste prowesterse buitenlands beleid van Georgië. In tegenstelling tot andere antiwesterse groepen en partijen in Georgië, zoals de Alliantie van Patriotten, is Volkskracht niet openlijk pro-Russisch. Maar de partij portretteert het Westen en niet Rusland als grootste bedreiging voor Georgië.

### Buitenlandse oriëntatie
Een belangrijk deel van de ideologische retoriek van Volkskracht gaat over de richting van het buitenlands beleid, met name de relaties met het Westen, het lidmaatschap van de NAVO en de Europese Unie, en de daarmee samenhangende steun vanuit die lidstaten voor het Georgische maatschappelijk middenveld. Verklaringen van de partij benadrukten dat "de onafhankelijkheid van Georgië opnieuw wordt bedreigd" door ditmaal het lidmaatschap van de EU en dat dit het (deels) "opgeven van de soevereiniteit" betekent. Niet zelden wordt hierbij de EU vergeleken met de Sovjet-Unie als spookbeeld.
Volgens analisten is het doel van deze stellingnames het ondermijnen van het publieke geloof in EU-lidmaatschap voor Georgië en het lidmaatschap te presenteren als een slechte zaak voor de Georgische soevereiniteit, economische belangen en bescherming van haar traditionele waarden. Volgens analisten was de initiële ideologische functie van Volkskracht als satelliet van Georgische Droom om de publieke ontevredenheid over het niet verkrijgen van de EU-kandidaatsstatus in 2022 af te wenden van Georgische Droom en de schuld daarvan bij het westen te leggen.
In de campagne naar de parlementsverkiezingen van 2024 deed Volkskracht van alle partijen de meeste antiwesterse uitspraken. Zo werd gepropageerd dat de Verenigde Staten zich in het verkiezingsproces mengde en onrust probeerde aan te jagen door te sturen op beschuldigingen van verkiezingsfraude, met als doel een revolutie te ontketenen. Dit viel samen met retoriek van Russische veiligheidsdiensten. De verkiezingen werden door Volkskracht neergezet als een keuze tussen "oorlog en vrede", waarbij oorlog in het vooruitzicht werd gesteld als het land zou kiezen voor de zogenaamd door het Westen aangestuurde oppositie.

### Sociaal-conservatisme
Deze antiwesterse retoriek gaat gepaard met sociaal-conservatisme. De partij combineert masculiene, religieuze, antiliberale en anti-lgbt retoriek met een nadruk op traditionele waarden en het morele gezag van de Georgisch-Orthodoxe Kerk, en zet dat tegenover het vermeende morele verval in het westen. De partij vertoont op deze wijze ideologische verwantschap met het conservatisme in het door Vladimir Poetin geleide Rusland. Analisten zien in de partij het bewijs van de toename van de ideologische invloed van Rusland over Georgië.

## Verkiezingsresultaten
Een overzicht van de verkiezingsuitslagen voor de partij.

### Parlementsverkiezingen
In 2024 deed de partij mee via de lijst van Georgische Droom. Alle negen zittende parlementsleden van de partij stonden op de lijst en werden verkozen. De fractie splitste in december 2024 af van de "parlementaire meerderheid" en ging als "parlementaire minderheid" (oppositie) verder en nam de bijbehorende parlementaire functies in.
| 2024 | 41 | Via kieslijst Georgische Droom | Via kieslijst Georgische Droom | Via kieslijst Georgische Droom | 9 / 150 | Stabiel | Regerend  | [ 33 ] |  |  |  |  |  |  |
| 2024 | 41 | Via kieslijst Georgische Droom | Via kieslijst Georgische Droom | Via kieslijst Georgische Droom | 9 / 150 | Stabiel | Oppositie | [ 33 ] |  |  |  |  |  |  |
|      |    |                                |                                |                                |         |         |           |        |  |  |  |  |  |  |

### Presidentsverkiezingen
In 2024 werd mede-oprichter van de partij Micheil Kavelasjvili door Georgische Droom genomineerd in de besloten verkiezing voor president. Hij was de enige kandidaat.
| 2024 | Micheil Kavelasjvili | Volkskracht | 224 | 100 | [ 34 ] |  |  |  |  |  |  |  |  |  |
|      |                      |             |     |     |        |  |  |  |  |  |  |  |  |  |

## Partijleiders
Oprichter van Volkskracht Sozar Soebari werd in op het oprichtingscongres van de partij in 2024 tot voorzitter gekozen.
| # | Naam          | Van  | Tot | Noot |
| - | ------------- | ---- | --- | ---- |
| 1 | Sozar Soebari | 2024 |     |      |
|   |               |      |     |      |

## Internationale relaties
Volkskracht is niet geassocieerd met internationale koepelorganisaties. Gedurende haar deelname in de Parlementaire Vergadering van de Raad van Europa (PACE) in de periode 2023-2025 was de afgevaardigde van de partij lid van de groep Europese Conservatieven en Hervormers (ECR).